# Naropa

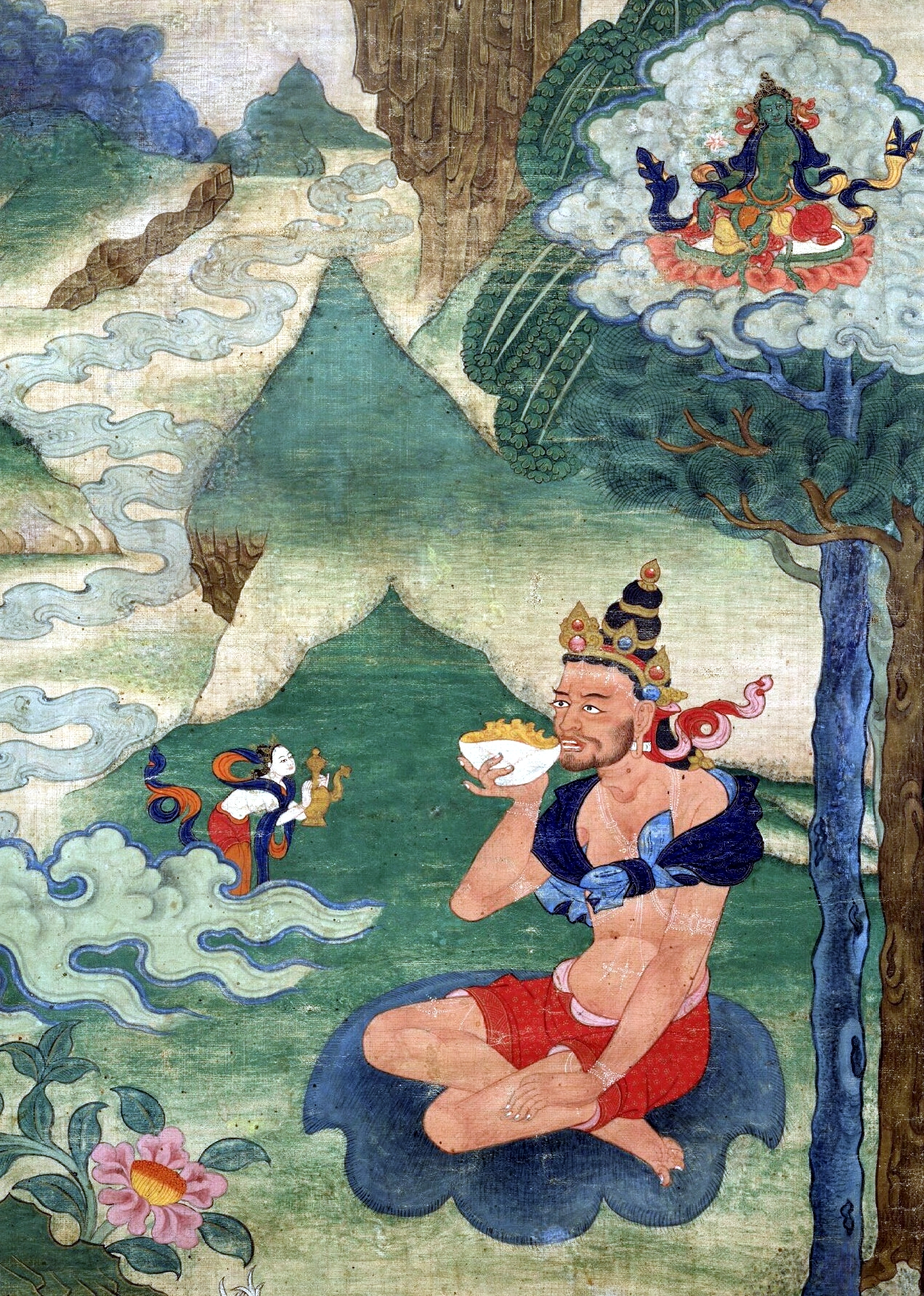
Naropa en su madurez.

Naropa (1016-1100) fue un monje budista y místico de la India, discípulo de Tilopa. Naropa fue el maestro principal de Marpa.
- Nāropadā o Naḍapāda en idioma sánscrito
- Nāropā en prácrito e idioma tibetano

Naropa formó parte de la Guirnalda Dorada, lo cual significa que fue sustentador del linaje Kagyu del budismo tibetano. Fue considerado un erudito y un gran meditador. También conocido por haber enumerado y desarrollado los Seis Yogas de Naropa. Estas prácticas fueron diseñadas para ayudar a realizar de manera rápida la iluminación.
Muchos de los karmapas han sido particularmente adeptos a una o más de las seis prácticas yóguicas, que fueron dadas por Buda, y han sido transmitidas por medio de un linaje ininterrumpido a través de Tilopa hasta Naropa, y hasta nuestros días.

## Juventud
Naropa nació como un brahmán en la ciudad de Lahore, actual Pakistán. Desde temprana edad mostró su independencia, deseando seguir una carrera de estudio y meditación. Sucumbiendo a los deseos de sus padres, se casó con una joven brahmán. Luego de 8 años, ambos aceptaron disolver su matrimonio y ordenarse como monjes.

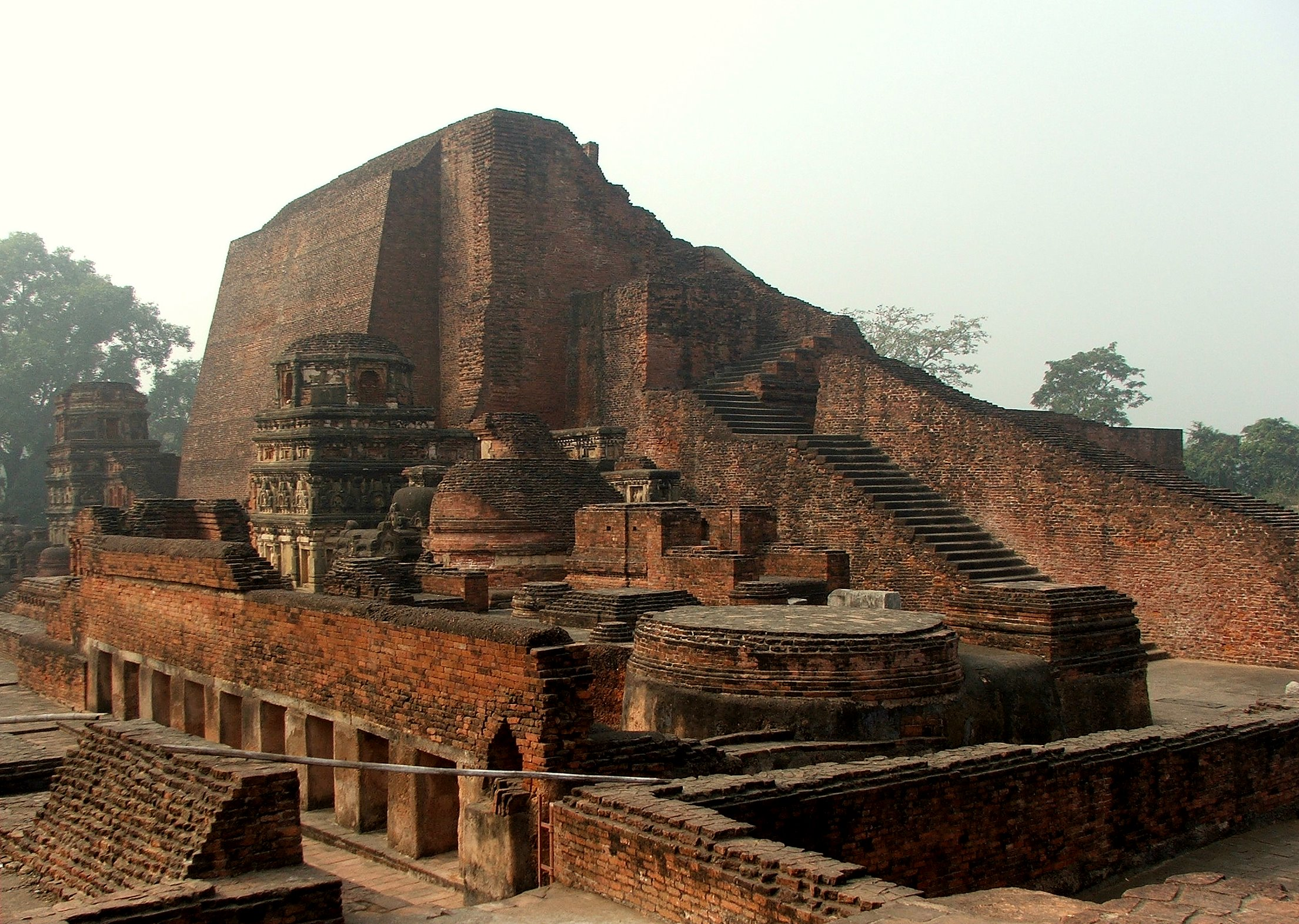
Ruinas de la Escuela Budista de Nalanda.

A los 28 años Naropa ingresó en la famosa Escuela Budista de Nalanda donde estudió los Sutras y el Tantra. Ganó reputación como un gran académico y campeón de debates, siendo tradicional en esos días que aquel que perdiera un debate, automáticamente se convertía en discípulo del ganador. Eventualmente se convirtió en líder del monasterio, participando en muchos debates y ganando gran cantidad de estudiantes.

## La búsqueda de su maestro
En su vejez, Naropa contaba que cuando era joven, mientras estudiaba, se le apareció una dakini y le preguntó si entendía sus palabras. Él respondió que sí, y ella se vio muy feliz con su respuesta. Pero entonces él añadió que también entendía el significado de sus palabras. La dakini comenzó a llorar, diciendo que él era un mentiroso, porque el único que podría haber entendido sus enseñanzas era su hermano Tilopa. Al escuchar el nombre de Tilopa, experimentó un intenso sentimiento de devoción, y supo que necesitaba encontrar a ese maestro para alcanzar una completa realización. Abandonó sus estudios y su labor en la universidad y partió a buscar a Tilopa.
Naropa pasó por las llamadas 12 penalidades menores en la búsqueda de su maestro, todas eran enseñanzas escondidas en su camino a la iluminación. Cuando finalmente se encontró con Tilopa, recibió las 4 transmisiones completas de los linajes, y comenzó su práctica. Mientras estudiaba y meditaba con Tilopa, pasó por las 12 penalidades mayores, entrenamientos para superar todos los obstáculos en su camino, culminando así su completa realización del Mahamudra.
Permaneció en Pulahari donde enseñó a sus estudiantes, y a la edad de 85 años falleció. Naropa estuvo un total de doce años con Tilopa. Se le recuerda por la confianza y la devoción hacia su maestro, lo cual le permitió obtener la iluminación en una sola vida.
Es considerado uno de los ochenta y cuatro mahasiddhas, los «santos» del budismo tántrico.
La Universidad de Naropa, en Boulder (Colorado, EE. UU.), fue bautizada de esta manera en su honor.